# 长梗附地菜
长梗附地菜（学名：Trigonotis mairei）为紫草科附地菜属的植物，是中国的特有植物。分布于中国大陆的云南、四川等地，生长于海拔700米至1,300米的地区，一般生于山坡林下及草地，目前尚未由人工引种栽培。

## 异名
- Trigonotis muriculata I. M. Johnst.